# 卓球ピンポン
卓球ピンポン（たっきゅうピンポン）とはサイバーステップが開発・提供している卓球ゲームである。

## 概要
卓球の玉をタイミングよくクリックするだけで遊べるゲーム。完全無料であり、
対戦モードとして一人で対戦、二人で対戦、二人でダブルス、操作説明がある。
JavaScriptで作られており、2002年9月26日にはNight for Java Technologyにてアップル賞を受賞した。